# Teorema de May
En la teoría de elección social, el teorema de May es un resultado que establece que la mayoría absoluta es el único sistema de elección apropiado para dos opciones. El teorema se debe al matemático Kenneth May (1915-1977).
| En una elección con dos candidatos y un número impar de votantes, la mayoría simple es único proceso de decisión que produce siempre un vencedor y que satisface - anonimato: todos los votantes son tratados por igual; - neutralidad: todos los candidatos son tratados por igual; - monotonicidad: si un único votante cambiase su voto por el candidato perdedor al candidato ganador, el resultado de la elección sería el mismo. Kenneth May, 1952 |

La condición de anonimato se refiere a que si dos votantes intercambian sus boletas el resultado de la elección será el mismo (todos los votantes tienen el mismo peso), mientras que la condición de neutralidad establece que si todos los votantes cambiaran su voto entonces el resultado de la elección se invertiría (cada voto tiene el mismo peso para todos los candidatos).